# Madayikonam
Madayikonam es una ciudad censal situada en el distrito de Thrissur en el estado de Kerala (India). Su población es de 14155 habitantes (2011). Se encuentra a 19 km de Thrissur y a 53 km de Cochín.

## Demografía
Según el censo de 2011 la población de Madayikonam era de 14155 habitantes, de los cuales 6622 eran hombres y 7533 eran mujeres. Madayikonam tiene una tasa media de alfabetización del 96,89%, superior a la media estatal del 94%: la alfabetización masculina es del 97,93%, y la alfabetización femenina del 96%.